# El inocente (obra de teatro)
El inocente es una obra de teatro del dramaturgo español Joaquín Calvo Sotelo, escrita en el año 1968. 
Se estrenó en el Teatro Bellas Artes, de Madrid, el 15 de octubre de 1968, dirigida por José Tamayo.

## Trama
Cuenta la historia de Dominico Loredo Valderrama, un brigada de artillería que empieza a trabajar en la Sociedad Anónima de productos plásticos y sintéticos (SAPLIS) por recomendación del ministro de abastecimientos. Allí, se concentra en descubrir y comentarle a su jefe, Gregorio Cordonel, cualquier irregularidad y hecho corrupto que ocurra en la empresa. Gregorio ve que su nuevo empleado es la clave para que la SAPLIS logre ganar un concurso mediante contactos con su sobrina, Alicia Loredo, pero termina dándose cuenta de que, por su gran sentido de la justicia, el brigada de artillería podría terminar desbaratando sus planes.

## Personajes
- Rosa.

- Matilde

- Las muchachas del coro

- Dominico Loredo Valderrama

- Gregorio Cordonel

- Ginés Flauto

- Tony

- Sarita

- Testigo

- Secretario

- Policía

- Un espectador

- Datos: Q5822198